# 成瀬正則
成瀬 正則（なるせ まさのり）は、江戸時代初期の尾張藩士。父は成瀬正一。母は倉鹿野氏。兄に犬山城主の成瀬正成、加賀藩家老の成瀬吉正、小姓組番頭の成瀬正武、徳川家光旗本の成瀬正勝。通称は吉左衛門。
長男の成瀬半太夫正信は尾張藩士として1500石を領し、歴代の半太夫家の祖となる。孫の成瀬大和守正惟は尾張藩家老職に就き、4000石を領した。次男の成瀬正章は兄の正勝の養子となり吉右衛門家を相続した。墓と木像は知多市の龍雲院にある。